# Parque de Elche
Parque de Elche är en park i Spanien.   Den ligger i provinsen Provincia de Alicante och regionen Valencia, i den östra delen av landet, 400 km sydost om huvudstaden Madrid. Parque de Elche ligger 21 meter över havet.
Terrängen runt Parque de Elche är varierad. Havet är nära Parque de Elche åt sydost. Närmaste större samhälle är Benidorm, 0,31 km nordost om Parque de Elche. 